# Waters of Change
Waters of change es el segundo álbum de estudio de la banda escocesa de rock progresivo Beggar's Opera, grabado y lanzado en 1971. En este álbum grabaron su mayor éxito ''Time machine'', convirtiéndose en un hit mayoritariamente en Europa. Este es el único álbum del grupo en el que están los miembros de la formación clásica, ya que marshall Erskine ( bajista) dejó el grupo después del primer álbum (Act one), y gordon sellar tomó el bajo para el segundo álbum, pero Erskine solo tocó en una canción del álbum, Festival.

## Grabación
Este álbum se caracteriza por tener su sencillo más famoso, time machine (exitoso en Alemania), y por estar compuesto por instrumentales cortos como lament, silver peacock intro, nimbus e impromptu y largos pasajes progresivos como time machine, the fox, festival y i've no idea. Beggar's Opera adaptó un ritmo más suave, menos clásico y un estilo más escocés, a comparación de su trabajo pasado.

## Lista de temas
| Lado A       | Duración |
| ------------ | -------- |
| Time machine | 8:09     |
| Lament       | 1:53     |
| i've no idea | 7:44     |
| Nimbus       | 3:36     |

| Lado B               | Duración |
| -------------------- | -------- |
| Festival             | 5:59     |
| Silver peacock intro | 0:23     |
| Silver peacock       | 6:23     |
| Impromptu            | 1:20     |
| The fox              | 6:48     |

## Créditos
- Gordon Sellar: bajo
- Ricky Gardiner: guitarra/voz
- Alan Park: teclados
- Marthin Griffiths: voz
- Raymond Wilson: batería
- Virginia Scott: mellotrón
- Marshall Erskine: bajo (solamente en festival)

- Datos: Q19881716